# Кодак (крепость)

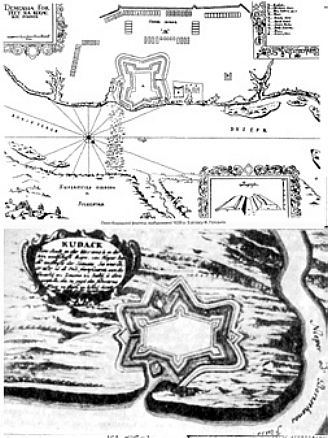
Койдак, на фрагменте польского исторического плана.

Кода́к или Койдак (укр. Кодацька фортеця) — крепость на правом берегу Днепра, ниже реки Самары, напротив Кодацкого порога, в 1,5 километра от южной границы современного города Днепр, на территории села Старые Кодаки.
Само имя «Кодак» в переводе с тюркского означает «поселение на горе».

## История
Крепость основана в июле 1635 года в Польской Руси с целью перекрытия выхода к Чёрному морю и воспрепятствования бегству крестьян или людей «посполитых» в Запорожье, в другом источнике цель постройки крепости очистка от запорожцев днепровских островов. «Ключом к Запорожью» называли крепость современники. Кодак строился под руководством французского военного инженера на польской службе де Боплана, по приказанию коронного гетмана Конецпольского.
На строительство сейм ассигновал 100 тысяч польских злотых. Гарнизон составлял 200 немецких наёмников-драгунов во главе с французским офицером Жаном Марионом. Находившийся здесь начальником гарнизона Ж. Марион не пропускал запорожских казаков на юг, запрещал им проходить мимо крепости, ловить рыбу в Днепре и вообще всячески их притеснял.
Уже в августе 1635 года запорожцы под командованием атамана Сулимы, возвращаясь из похода, внезапным нападением ночью взяли и разрушили Кодак, вырезав весь гарнизон (живы остались 15 драгун, которые были в разведке). Сам комендант Ж. Марион был казнён.
В 1638 году надзор за крепостью Кодаком, способную вместить 1 000 и более человек, возводимою французскими инженерами был поручен наместнику гетмана Остраницы, чигиринского дозорца Даниэлю Чаплинскому.
Крепость была восстановлена немецким инженером на польской службе Фридрихом Геткантом в 1639 году, её размеры увеличились почти в три раза и представляла собой квадрат со сторонами 112,5 метра, были построены католический костёл и монастырь, православная церковь, а гарнизон увеличен до 600 наёмников. Огневую мощь усилили артиллерией, в трёх километрах от крепости построили сторожевую башню. По периметру крепостного квадрата тянулся наружный земляной вал с пятисторонними, выдвинутыми вперёд бастионами. Ширина вала в основании составляла 24 метра, высота 7 метров. С трёх сторон крепость окружал широкий сухой ров, с четвёртой — крутые, обрывистые берега Днепра. Глубина рва достигала 11 метров, ширина — 16 метров. Верх вала был усилен двумя рядами деревянного частокола. Губернатором Кодака стал шляхтич Ян Жолтовский, а комендантом — Адам Конецпольский, племянник гетмана Станислава Конецпольского.
При осмотре восстановленной крепости великим гетманом Станиславом Конецпольским, Богдан Хмельницкий, на вопрос Конецпольского «Точно ли она неприступна?», якобы ответил латинской цитатой: 

«Unum facit — aliud vastat», «Что человеком создано, им же может быть разрушено»
Вот как описал эти события гадяцкий полковник Григорий Грабянка в своей летописи в 1710 году:

И в году 1639 положили над порогами город Кодак построить, немцев нанять тот город оберегать и козаков, что на порог направляются, ловить и в воду топить, потому что через них, козаков, ляхам не раз приходилось лихо терпеть, но уже сколько царь турецкий на козаков королю жаловался, что они в Чёрное море выходят и турецкие города и сёла разоряют. Но и это не всё. Гетман Конецпольський войско польское и немцев-наёмников и за пороги послал, среди козаков расселил, чтобы и за малую провину их тяжело карать и волю забирать. На ту лихую годину довелось коронному гетману Конецьпольскому собственной персоною в Кодаке побывать и козаков, что были ему отрекомендованы (а промеж них и Богдан Хмельницкий), полаять, а заразом и похвастаться силою Кодака-крепости. До козаков обращаясь, он сказал: «А нравится ли вам, козаки, крепость?» Хмельницький ему ответил латинским языком: «Что руками людскими возведено, ими же и разрушено будет».— Летопись гадяцкого полковника Григория Грабянки.
В сентябре 1648 года на захват крепости было отправлено три казацких полка под командованием полковников П. Шумейко, М. Нестеренко и Я. Вовченко. 1 октября 1648 года крепость Кодак без боя капитулировала. Койдак был объявлен Богданом Хмельницким сборным местом Войска Запорожского. Крепостные орудия были сняты, а сама крепость утратила своё значение до 1654 года.
Во времена гетмана Ивана Мазепы Кодак был сторожевым постом против Запорожской Сечи. В 1711 году по условиям Прутского мирного договора вместе с прочими крепостями на юге Руси был разрушен.
В 1734—1775 годах Кодак — казацкая слобода, центр Кодацкой паланки. В конце XVIII века Кодак был переименован в Старые Кодаки, и здесь поселилось много запорожцев после уничтожения Новой Сечи. При крепости позднее возникло первое поселение днепровских лоцманов. По приказу Потёмкина для переправы через пороги постоянно содержались 121 человек, освобождённые от налогов и рекрутства. Со временем число лоцманов увеличилось до 673-х, живших в сёлах Старые Кодаки и Каменка. Образованные по воле Екатерины II в 1787 году лоцманы были самоуправляемой единицей, приписанной к Министерству Путей Сообщения России, пока в 1879 году их не передали в подчинение местным учреждениям на общественных началах.
В 1910 году по инициативе Д. Яворницкого на месте крепости был установлен памятный знак.
На месте крепости в 1940 году был создан гранитный карьер, который за сорок с лишним лет уничтожил около 90 % крепости. Руины Кодака сохранились до наших дней. В наше время сохранились только северные земляные валы и озеро, оставшиеся после затопления карьера.